# Géza Vajda
Géza Vajda, född 23 oktober 1944 i Budapest, är en tidigare ungersk orienterare. Han tog brons i stafett vid VM 1972.